# Liriomyza frigida
Liriomyza frigida este o specie de muște din genul Liriomyza, familia Agromyzidae, descrisă de Spencer în anul 1981.
Este endemică în California. Conform Catalogue of Life specia Liriomyza frigida nu are subspecii cunoscute.